# NGC 146
NGC 146 è un piccolo ammasso aperto visibile nella costellazione di Cassiopea.

## Osservazione

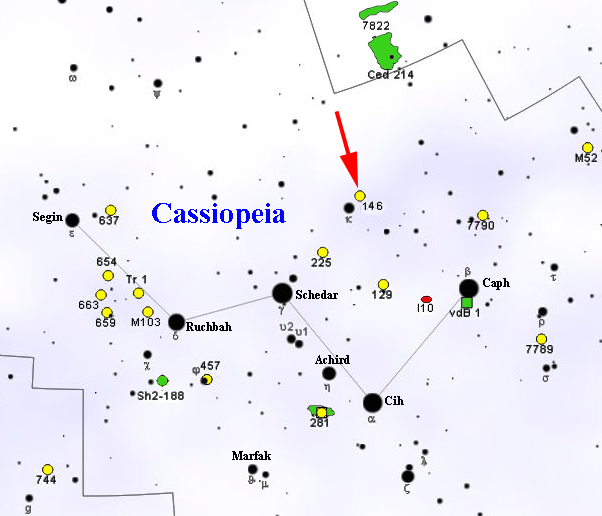
Mappa per individuare NGC 146.

La sua posizione è facilmente reperibile, trovandosi a solo mezzo grado a NNW della stella κ Cassiopeiae; meno facile è individuare l'ammasso, il quale è formato da una manciata di deboli stelle, le più luminose delle quali non superano la magnitudine 10. La sua risoluzione è possibile attraverso un telescopio da 120 o 150mm di apertura, ma appare come un debole addensamento di forma leggermente allungata in senso est-ovest. A breve distanza angolare si trova l'ammasso NGC 133, situato però molto in primo piano, e il dispersissimo King 14.
La declinazione fortemente settentrionale di quest'ammasso favorisce notevolmente gli osservatori dell'emisfero nord, da cui si presenta circumpolare fino alle latitudini medio-basse; dall'emisfero australe d'altra parte resta piuttosto basso e non è osservabile dalle aree lontane dalla zona tropicale. Il periodo migliore per la sua osservazione nel cielo serale è quello compreso fra agosto e gennaio.

## Storia delle osservazioni
NGC 146 venne individuato per la prima volta da John Herschel nel 1829 attraverso il telescopio riflettore da 18,7 pollici appartenuto a suo padre William; egli lo inserì poi nel suo General Catalogue of Nebulae and Clusters col numero 71.

## Caratteristiche
NGC 146 è un ammasso aperto poco appariscente; la sua distanza è stimata attorno ai 3032 parsec (9884 anni luce) o, secondo altre stime, attorno ai 3500 parsec (11410 anni luce), ed è situato in una zona remota del Braccio di Perseo o forse in una zona inter-braccio, in una regione posta al di là delle grandi associazioni OB di Cassiopea e relativamente poco conosciuta, salvo che per la presenza di diverse nubi molecolari. L'associazione ad esso più vicina risulta essere probabilmente Cassiopeia OB4; a breve distanza da esso vi sarebbe la supergigante bianca BD+61 79.
La sua età risulta essere piuttosto giovane, dell'ordine dei 10 milioni di anni al massimo, come è anche ben evidente dalla presenza di numerose stelle di classe spettrale B di sequenza principale e dall'assenza di supergiganti evolute, oltre che dall'esistenza di una popolazione di stelle di pre-sequenza principale; fra le sue stelle più massicce vi sono due stelle Be di Herbig.
Lo studio di questo e di altri ammassi e associazioni ha permesso di scoprire verso la fine degli anni ottanta la presenza di un ulteriore braccio di spirale al di là del Braccio di Perseo; questo braccio è ora noto col nome di Braccio del Cigno.